# Sune Lindqvist
Sune Lindqvist (* 20. März 1887 in Eskilstuna; † 23. März 1976 in Uppsala) war ein schwedischer Archäologe.

## Leben
Der Lehrersohn studierte von 1905 bis 1909 nordische und vergleichende Vorgeschichte, nordische Sprachen und Geologie an der Universität Uppsala. 1909 wurde er wissenschaftlicher Assistent am Museum Gustavianum der Universität Uppsala. 1910 wechselte er auf eine Stelle als wissenschaftlicher Assistent an der Kungliga Vitterhets Historie och Antikvitets Akademien in Stockholm, wo er auch für die vorgeschichtliche Abteilung im Staatlichen historischen Museum verantwortlich war. 
An der Universität Uppsala wurde er 1916 mit einer Arbeit über archäologische Zeugnisse zum vom heiligen Eskil gegründeten Bistum in Eskilstuna promoviert. Danach wurde er Dozent für nordische und vergleichende Vorgeschichte an der Hochschule Stockholm, neben seiner Assistentenstelle an der Vitterhetsakademien. 1927 wurde er auf eine Professur für Archäologie an der Universität Uppsala berufen, die er bis zu seiner Pensionierung 1952 innehatte. Zwischen 1938 und 1949 war er dort auch Inspektor der Studentnation Värmlands nation.
Lindqvist war Mitglied des Kungliga Humanistiska Vetenskapssamfundet i Uppsala, der Kungliga Vitterhets Historie och Antikvitets Akademien, der Königlichen Gustav-Adolfs-Akademie für schwedische Volkskultur, der Königlichen Gesellschaft der Wissenschaften in Uppsala, der Königlich Dänischen Akademie der Wissenschaften und des Deutschen Archäologischen Instituts (ordentliches Mitglied 1933). Während seines Lebens verfasste er mehr als 200 Publikationen.

## Werke (Auswahl)
- Den helige Eskils biskopsdöme. Några arkeologiska vittnesbörd om den kristna kyrkans första organisation inom mellersta Sverige. Stockholm 1916 (Dissertation).
- Vendelkulturens ålder och ursprung. Stockholm 1926.
- Gamla Uppsala fornminnen. Wahlström & Widstrand, Stockholm 1929.
- Svenskarna i heden tid. Bonnier, Stockholm 1935.
- Uppsala högar och Ottarshögen. Wahlström & Widstrand, Stockholm 1936.
- Gotlands Bildsteine. 2 Bände. Wahlström & Widstrand, Stockholm 1941 und 1942.
- Svenskt forntidsliv. Bonnier, Stockholm 1944.
- Vår svenska guldålder. Lindblad, Uppsala 1945.
- Beowulf dissectus. Snitt ur fornkvädet jämte svensk tydning. Almqvist & Wiksell, Uppsala 1958.
- Forntidens Kumla och omvärlden. Kumla 1963.
- Forngutniska altaren och därtill knutna studier. Almqvist & Wiksell, Stockholm 1964.